# Robert Mugabe
Robert Gabriel Mugabe KCB (Salisbury, 21 de febrer de 1924 - Singapur, 6 de setembre de 2019) va ser un polític zimbabuès, que ostentà el càrrec de President de Zimbàbue entre els anys 1987 i 2017. També va desenvolupar la tasca de cap de govern des de 1980, com a Primer Ministre de Zimbàbue entre 1980 i 1987, i com a president executiu des de 1987-2017.

## Carrera política
L'any 1960 s'alçà amb força com a líder de la Unió Nacional Africana de Zimbàbue (ZANU) dins la guerrilla contra el domini de la minoria blanca a Rhodèsia durant la Guerra d'Alliberament (1964-1979).
Mugabe va ser una figura controvertida i polaritzant. Va ser considerat per molts sectors de l'opinió pública africana com un heroi de la lluita per la independència. Altres comentaristes africans han estat crítics amb ell, especialment des de l'Operació Murambatsvina el 2005. Molta de l'oposició a Mugabe provingué dels Estats Units, Europa, i països de la Commonwealth. Els trets distintius dels darrers anys de l'administració de Mugabe van ser la corrupció endèmica, supressió de l'oposició política, mala gestió de la reforma agrària, malversació econòmica i deteriorament dels drets humans a Zimbàbue.
Segons els crítics, les polítiques de la seva administració van portar al col·lapse econòmic i la fam massiva en els darrers deu anys. Zimbàbue té la taxa d'inflació més alta del món estimada, el juliol de 2008, en 231 milions de punts percentuals segons el Fons Monetari Internacional, i, segons la Comissió Econòmica per l'Àfrica, el pitjor actor econòmic de l'Àfrica. Amb un nivell del 80% d'aturats i taxes d'inflació en constant augment, Mugabe s'afrontà a la major crisi econòmica del país d'ençà què accedí al poder. L'antic Ministre d'Afers Exteriors del Regne Unit, Peter Hain, bisbes catòlics zimbabuesos importants i John Sentamu -arquebisbe de York- entre d'altres, van acusar al govern de Mugabe d'emprar polítiques racistes contra la minoria blanca zimbabuesa. Mugabe, per la seva banda, va acusar als seus crítics de "colonialistes renascuts", i els seus aliats al continent, com ara el President senegalès Abdoulaye Wade, van respondre als seus crítics dient que els problemes de Zimbàbue eren els llegats del colonialisme.
Finalment, Robert Mugabe, després de 37 anys al poder i acorralat per les pressions de tota mena per fer-lo dimitir, va anunciar la seva dimissió el 22 de novembre de 2017. Així ho va anunciar el president del Parlament, Iacob Mudenda, que va interrompre la sessió en la qual s'estava iniciant el seu procés de destitució, en rebre la carta del ja expresident: «Jo, Robert Gabriel Mugabe, presento formalment la meva renúncia, amb efecte immediat». Els diputats van esclatar en celebracions i aplaudiments.

## Vida personal
Mugabe va néixer al poble de Matibiri prop de la missió Kutama al nord-est del districte de Zvimba de Salisbury a Rhodèsia del Sud. Tenia dos germans més grans, amb un d'ells, Michael, molt populars al poble. Els seus dos germans més grans van morir, deixant únicament a Robert i el seu germà més jove, Donato. El seu pare, Gabriel Mugabe Matibiri, un fuster, va abandonar la família l'any 1934 després que Michael morís, en busca de feina a Bulawayo. Mugabe fou educat segons l'religió catòlica, estudiant a escoles maristes i jesuïtes, inclòs el selecte Institut Kutama, dirigit per un capellà irlandès, el pare Jerome O'Hea, qui l'acollí entre els seus braços. Fou un noi conflictiu i alhora molt proper a la seva mare durant la joventut. Es va matricular a magisteri, però va marxar a estudiar a Fort Hare (Sud-àfrica) graduant-se l'any 1951 mentre coincidia amb personalitats com Julius Nyerere, Herbert Chitepo, Robert Sobukwe i Kenneth Kaunda. Aleshores, estudià a Driefontein el 1952, Salisbury (1953), Gwelo (1954), i Tanzània (1955–1957). Mugabe més tard afirmà que, a més a més dels seus set graus acadèmics, posseïa un "grau en violència".
La seva exdona, Sally Hayfron, va morir el 1992 d'una malaltia crònica renal. El seu únic fill, Nhamodzenyika, nascut el 27 de setembre de 1963, morí el 26 de desembre de 1966 de malària cerebral, mentre que Mugabe era a la presó. Sally Mugabe fou una professora experimentada que consolidà la seva posició d'activista política independent, vista com l'amiga i assessora més propera de Mugabe. Molts assenyalen la seva mort com l'inici de l'etapa de malgovernança del país amb Mugabe al capdavant.
El 17 d'agost de 1996, Mugabe es casà amb la seva exsecretària, Grace Marufu, 40 anys més jove que ell, amb qui ja tenia dos fills. Mugabe i Marufu es van casar per l'Església catòlica en una cerimònia realitzada a l'Institut Kutama, l'escola d'una missió catòlica a la qual des d'antic assistia. Un dels convidats fou Nelson Mandela. Un portaveu de l'arquebisbe catòlic Patrick Chakaipa, que presidí la cerimònia, va afirmar que la diòcesi no va veure "cap impediment" a realitzar el casament.
Mugabe i Marufu tenen tres criatures: Bona, Robert Peter Jr. (encara que el nom del mig de Robert Mugabe és Gabriel) i Bellarmine Chatunga. Com a Primera Dama, Marufu ha estat motiu de crítica pel seu estil de vida. Quan el 2002 se la va incloure a la llista de sancions de viatge de la UE que va recaure sobre el seu marit, un parlamentari de la UE afirmà que la prohibició "aturaria els viatges de Grace Marufu per anar de botiguetes enmig de la pobresa catastròfica que arruina al poble de Zimbàbue". Els fills dels Mugabe no estan inclosos en les sancions de viatge de la UE.

## Premis i guardons
L'any 1994, Elisabet II atorgà a Mugabe el títol honorífic de Cavaller Comandant de l'Orde del Bany. Això l'autoritzà a utilitzar les lletres postnominals "KCB", però no a utilitzar el títol de "Sir". El Comitè de Selecció d'Afers Estrangers del Regne Unit va proposar la retirada del títol l'any 2003, però cap acció es va dur a terme.
També tenia uns quants graus honorífics i doctorats de diverses universitats internacionals, encara que al juny de 2007 es convertí en la primera figura internacional en ser desposseïda d'una grau honorífic d'una universitat britànica, quan la Universitat d'Edimburg li retirà el grau atorgat l'any 1984.